# Soshanguve
Soshanguve ist ein Township und Stadtteil der City of Tshwane Metropolitan Municipality in der südafrikanischen Provinz Gauteng. Soshanguve ist ein Kunstwort, das aus den ersten Silben der Bezeichnungen der Ethnien Sotho, Shangaan, Nguni und Venda gebildet wurde.

## Geographie
Soshanguve liegt etwa 30 Kilometer nordwestlich von Pretoria. 2011 lebten dort 403.162 Einwohner. Soshanguve grenzt im Norden an die Provinz Nordwest. Im unbesiedelten Norden des Stadtteils liegt der Tswaing-Krater. Westlich liegt das Township Mabopane, südwestlich Ga-Rankuwa. 2011 gaben rund 28 Prozent an, Sepedi als Muttersprache zu haben, 17 Prozent sprachen Setswana; andere Sprachen hatten geringere Sprecherzahlen.

## Geschichte
Das Township wurde 1974 aus dem Township Mabopane herausgelöst. Mabopane sollte im Rahmen der Homeland-Politik nur noch von Batswana bewohnt werden. Für die übrigen Schwarzen wurde Soshanguve gegründet, das bei der Bildung des Homelands Bophuthatswana in der Provinz Transvaal verblieb. Zahlreiche Bewohner wurden aus den näher an Pretoria gelegenen Townships Atteridgeville und Mamelodi zwangsumgesiedelt.

## Verkehr und weitere Infrastruktur
Soshanguve ist an die Fernstraße R80 und den Motorway M35 angebunden.
Soshanguve wird an mehreren Stationen der Strecke Pretoria Station–Mabopane von Zügen der Metrorail Gauteng im Nahverkehr bedient.
In Soshanguve liegen die Campus Soshanguve North und Soshanguve South der Tshwane University of Technology, vormals Technicon Northern Gauteng.

## Persönlichkeiten
- Tlou Theophilus Cholo (* 1926), Anti-Apartheid-Aktivist, lebt in Soshanguve
- Thandi Ntuli (* 1987), Jazzmusikerin, geboren in Soshanguve
- Amos Mkhari (* 20. Jahrhundert; † 2014), Fußballspieler, geboren in Soshanguve